# Huttwil
Huttwil är en ort och kommun i distriktet Oberaargau i kantonen Bern, Schweiz. Kommunen har 5 136 invånare (2023).